# Мартынов, Евгений Иванович
Евге́ний Ива́нович Марты́нов (22 сентября 1864, Свеаборг — 11 декабря 1937, Москва) — русский и советский военный деятель, историк, журналист.

## Биография
Родился в крепости Свеаборг в семье офицера, из потомственных дворян Самарской губернии (его прадед служил солдатом у Суворова и за успешный переход через Альпы был зачислен в дворянство, а его сын определён в кадетский корпус). Окончил 1-ю Московскую военную гимназию (1881), 3-е военное Александровское училище (1883).
Из училища выпущен подпоручиком (12.08.1883 года) в Санкт-Петербургский гренадерский полк. В 1885 году переведён в лейб-гвардии Литовский полк, который дислоцировался в Варшаве. Поручик (03.09.1887 год).
В 1889 году окончил Академию Генерального штаба по первому разряду. По окончании академии произведён в штабс-капитаны (10.04.1889 года) и 15.10.1889 года, получил назначение на службу в штаб Войска Донского, исполняющий должность старшего адъютанта войскового штаба. Переведён в Генеральный штаб, с переименованием в капитаны и назначением старшим адъютантом 7-го армейского корпуса (26.11.1890). Старший адъютант штаба 8-й кавалерийской дивизии (11.10.1891). С 10 мая 1892 года — обер-офицер для особых поручений при штабе 10-го армейского корпуса. 19 сентября 1893 года прикомандирован к 124-му пехотному Воронежскому полку для командования ротой. 19 октября 1893 года откомандирован от полка в штаб Киевского военного округа. 29 января 1894 года назначен и. д. штаб-офицера для особых поручений при штабе 12-го армейского корпуса.
7 марта 1894 года отчислен от должности с прикомандированием на 1 год к Главному штабу. Назначен постоянным членом военно-исторической комиссии по описанию русско-турецкой войны 1877—1878 гг.. (12.03.1894). Подполковник (12.03.1894). Полковник (05.04.1898). Награждён орденом Святого Владимира 4-й ст. (06.12.1902). В 1896 году окончил Петербургский археографический институт.
Знал 3 языка (немецкий, французский, английский). Увлекался восточной культурой, имел большую коллекцию статуэток будд, имелось письмо от узнавшего о коллекции вице-короля Маньчжурии, о высылке ему ещё статуэтки в подарок.

### Русско-японская война
Во время русско-японской войны командовал 140-м Зарайским полком. За боевые отличия Мартынов был произведён в генерал-майоры и награждён Золотым Георгиевским оружием и орденами святого Георгия 4 степени (за бой при Ляндясане), святого Владимира 3 степени с мечами и святого Станислава 1 степени с мечами.
В 1905 году Мартынов был назначен начальником штаба III Сибирского армейского корпуса, в 1906—1908 гг. состоял при главном штабе, в апреле 1908 года назначен начальником 1-й стрелковой бригады. 7 декабря 1910 года произведён в генерал-лейтенанты и назначен начальником Заамурского округа пограничной стражи.
Приезжал в Сербию в июне 1912 года в качестве корреспондента газеты «Утро России», после чего в Москве в 1913 году издал брошюру «Сербы в борьбе с царем Фердинандом : Записки очевидца».

### Конфликт с командованием, увольнение из вооружённых сил и суд
Находясь в этой должности вступил в конфликт с командиром Отдельного корпуса пограничной стражи генералом Пыхачевым и министром финансов графом Коковцовым (пограничная стража тогда подчинялась министерству финансов) по поводу поднятого им вопроса о хищениях на КВЖД и в Заамурском округе окПС. В итоге 19 февраля 1913 года был переведён на должность начальника 35-й пехотной дивизии. 18 марта 1913 года подал прошение об отставке и 13 апреля 1913 был уволен из вооружённых сил «по домашним обстоятельствам».
После этого Мартыновым в издательстве В. М. Саблина в Москве были опубликованы две брошюры под общим названием «Маньчжурские порядки» (выпуск 1 «Снабжение войск недоброкачественными продуктами» и выпуск 2 «Работа наших железнодорожных дельцов в Маньчжурии». Одновременно с публикацией брошюр в газете «Голос Москвы» (№ 114) было помещено открытое письмо Мартынова В. Н. Коковцеву.
За напечатание в брошюрах секретных служебных документов Мартынов был предан военному суду. Решением особого присутствия Московского военно-окружного суда от 05.11.1913 года, за публикацию в открытой печати служебных документов, не подлежащих огласке лишен пенсии. Кроме того Мартынову было запрещено в течение трёх лет занимать должности на государственной службе.
Однако дальнейшие публикации Мартынова и широкий резонанс его дела (вопрос рассматривался в Государственной Думе) привели к тому, что Московский военно-окружной суд решением от 21.03.1914 оправдал Мартынова.
В 1913 году, в качестве корреспондента газеты «Утро России», участвовал во второй Балканской войне. 20 июля 1914 года, в связи с началом мобилизации, подал прошение на Высочайшее имя, прося вернуть его в вооружённые силы, на что последовало согласие. Назначен в распоряжение начальника штаба Юго-Западного фронта.

### Плен
26 июля 1914 г. определён на службу с назначением в резерв чинов штаба Петроградского военного округа. В августе этого же года вылетел из Дубно, на самолёте с лётчиком А. Васильевым с целью провести стратегическую разведку на Львов и Стрый, над Львовом аэроплан был подбит, совершил вынужденную посадку. Мартынов и лётчик попали в плен. Некоторое время Мартынов содержался в тюрьме в замке Лека в Австро-Венгрии вместе с генералом Л. Г. Корниловым. Освобождён из плена 20 февраля 1918 года.

### Служба в Красной армии
По возвращении в Россию добровольно вступил в Красную армию. Главный начальник Управления снабжений РККА (7 ноября 1918 г.), в распоряжении начальника Академии Генштаба с декабря 1918 года. Преподаватель, старший руководитель стратегии этой академии, одновременно сотрудник-составитель Военно-исторического отдела Оргуправления Всеросглавштаба. С 1924 года — для особых поручений в Военно-историческом отделе штаба РККА, с февраля 1925 года — в Управлении по исследованию и использованию опыта войн штаба РККА. С 1 июля 1928 года в отставке. После увольнения занимался переводами военной литературы. Работал в редакции Большой советской энциклопедии. Преподавал военное дело в 1-м Московском университете.

### Репрессии
В 1931 году арестован, осуждён по 58-й статье, на 5 лет, с заменой высылкой в Северный край на тот же срок. Постановлением коллегии ОГПУ от 14.07.1932 года, дело было пересмотрено, приговор отменён и Мартынову было разрешено свободное проживание по СССР. Жил в Москве по адресу: Новинский бульвар, дом № 16, квартира № 23.
23 сентября 1937 года снова арестован, помещен в Таганскую тюрьму. Обвинялся по статье 58-10 в контрреволюционной агитации. Во время двух допросов виновным себя не признал. 29 ноября 1937 года осужден тройкой при УНКВД СССР по Московской области, по обвинению в контрреволюционной агитации. Расстрелян 11 декабря 1937 года, на Бутовском полигоне.

## Семья
Был женат дважды.
- Первая жена — Елена Леонидовна Ухтомская (род. 1871), дочь князя Л. А. Ухтомского.
  - Дети: Наталия (род. 1889), Борис (1890—1978), офицер, участник Первой мировой войны, после 1917 года — в Добровольческой армии и ВСЮР. Эмигрировал[5].
- Вторая жена — Антонина (Нина) Васильевна Демидова (1876—1943), дочь купца-льнозаводчика Василия Васильевича Демидова и Марии Андреевны Демидовой (Ореховой), падчерица Ф. Н. Плевако[6].
  - Дети: Георгий (подвергался аресту в 1937, судьба неизвестна[1])[7], старший Сергей (1901—1977; высшее обр., ведущий инженер «Гипрокоммунэрго», прошёл войну и имел награды[1]), Кирилл (1902-после 1925; эмигрировал[1]) и младший Владимир (1909—1943; умер во время войны[1]).
    - Внучка — Марина Сергеевна Мартынова-Савченко (1932—2017). В 1989 году редакция «Военно-исторического журнала» опубликовала её интервью о деде[1], напечатав также его брошюру об аресте в 1913 году и об увольнении из армии на год[3].

## Труды
- Стратегия в эпоху Наполеона и в наше время. СПб, 1894;
- Методическая стратегия и её критика — (ответ автору статьи «Претенциозное краснобайство», СПб, 1894 в которой критиковалась «Стратегия в эпоху Наполеона»);
- Лейб-гвардии Егерский полк в войну с Турцией 1877—78 гг.;
- К 20-й годовщине боя под Телишем;
- Обязанности политики по отношению к стратегии. СПб, 1899;
- Исторический очерк развития древне-греческой тактики (по древн. авторам). СПб, 1900;
- Как возникла Плевна" (по архивным материалам);
- Блокада Плевны" (по архивным материалам);
- Из печального опыта русско-японской войны. СПб, 1906;
- Участие зарайцев в бою при Ляндясане и в сражении при реке Шахе. СПб, 1908;
- Дневник полкового командира (1904—05 гг.);
- Сербы в борьбе с царем Фердинандом. Записки очевидца : М., 1913. — В: Сербы удивлялись русской политике / публикация И. А. Калашникова [полковник, канд. ист. наук] // Военно-исторический журнал. — М. : Красная звезда, 1996. — № 1. — С. 90—96. — ISSN 0321-0626.
- За что я был предан суду и осужден : М., тип. П. П. Рабушинского, 1914 // Военно-исторический журнал. — М. : Красная звезда, 1989. — № 8. — С. 87—93. — Содерж.: Предисловие, введение ; Выдача китайцам чертежей железнодорожных мостов ; Снабжение войск недоброкачественными продуктами. — ISSN 0321-0626.
- Царская армия в февральском перевороте. Л. 1927;
- Корнилов (Попытка военного переворота). Л. 1927.
- Мартынов Е. И. Политика и стратегия. — М.: Изд. дом «Финансовый контроль», 2003. — 448 с. — ISBN 5-902048-25-7. Сборник избранных трудов, а который включены следующие работы: Обязанности политики по отношению к стратегии, Из печального опыта русско-японской войны, Царская армия в февральском перевороте, Корнилов (Попытка военного переворота).